# Ossétie du Sud-Alanie
Ne doit pas être confondu avec Ossétie du Nord-Alanie.
République d'Ossétie du Sud -
État d'Alanie
(os) Республикӕ Хуссар Ирыстон - Паддзахад Аллонстон 
(ka) სამხრეთ ოსეთის რესპუბლიკა 
(ru) Республика Южная Осетия - Государство Алания 

Carte topographique de la Ciscaucasie.
L'Ossétie du Sud se situe au sud de la carte.

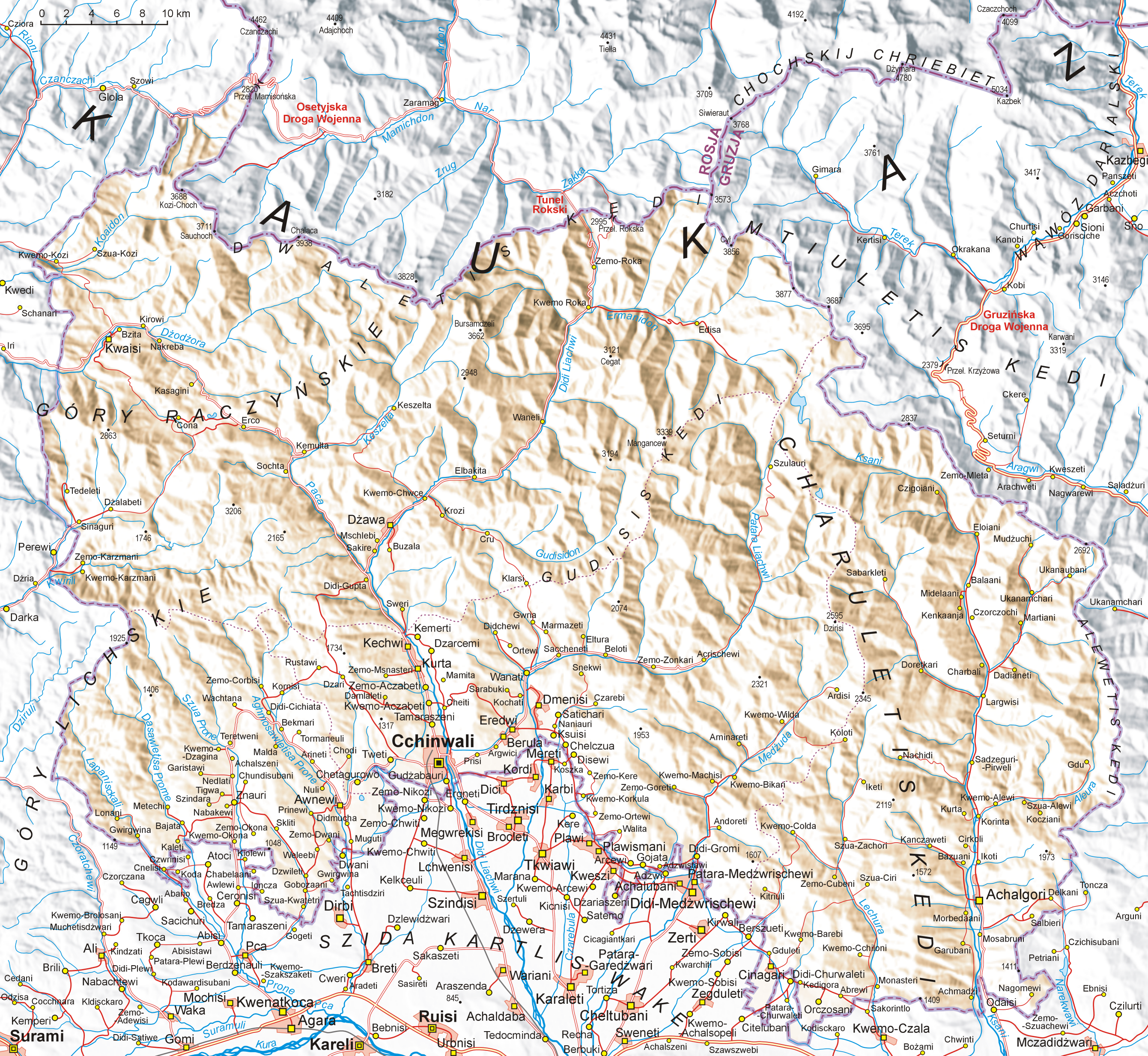
Carte d'Ossétie du Sud.

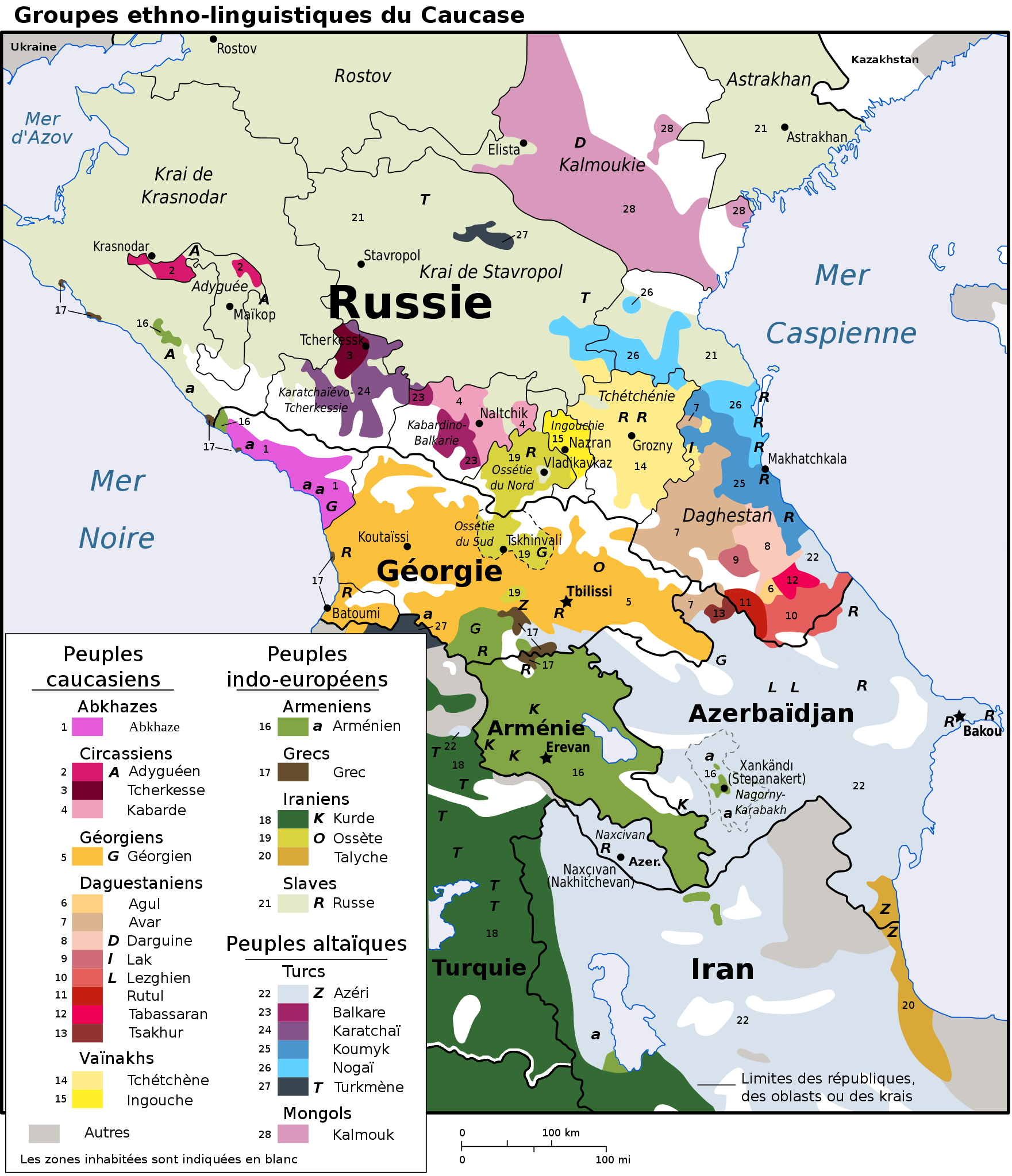
Ethnies et langues au Caucase.

L'Ossétie du Sud-Alanie, en forme longue la république d'Ossétie du Sud - État d'Alanie (en ossète : Хуссар Ирыстон, Xussar Iryston et Республикӕ Хуссар Ирыстон - Паддзахад Аллонстон, Respublikæ Xussar Iryston - Paddzaxad Allonston ; en russe : Южная Осетия, Ioujnaïa Ossetiïa et Республика Южная Осетия - Государство Алания, Respoublika Ioujnaïa Ossetiïa - Gosoudarstvo Alaniïa ; en géorgien : სამხრეთ ოსეთი, Samkhret Osseti ou სამაჩაბლო, Samatchablo), est de facto un État souverain situé dans le Caucase, en Europe.
L'Ossétie du Sud a fait sécession de la Géorgie en 1992 et s'est autoproclamée république indépendante. La Géorgie, l'ONU et la plupart de ses États membres ne reconnaissent pas cette indépendance et considèrent l'Ossétie du Sud comme étant un des territoires géorgiens occupés par la Russie avec l'Abkhazie, ainsi qu'une région autonome au sein des provinces de Kartlie intérieure, de l'Iméréthie, de Mtskheta-Mtianeti  et de Ratcha-Letchkhoumie et Basse Svanétie, situées dans les frontières internationalement reconnues de la Géorgie. À la suite de la guerre de 2008, l'indépendance de l'Ossétie du Sud-Alanie est reconnue par la fédération de Russie, l’Abkhazie, la Transnistrie, la Syrie, le Nicaragua, le Venezuela et Nauru.
La République compte 50 000 habitants pour 3 900 km2. Sa capitale est Tskhinvali. Son président est Alan Gagloïev depuis le 24 mai 2022.

## Toponymie
Le pays s'appelait Ossétie du Sud depuis la proclamation de son indépendance en 1992. Depuis le référendum sud-ossète de 2017, son nom a été changé en Ossétie du Sud-Alanie.

## Histoire
Les Ossètes, descendants du peuple nomade des Alains chassés par les invasions mongoles, s'installent dans le Caucase au VIIe siècle. Les Ossètes deviennent majoritairement chrétiens au Moyen Âge sous l'influence des Géorgiens (tout en gardant une très importante culture d'origine païenne). Ils forment trois entités territoriales : Digor à l'ouest, Iron au nord, et Tualläg qui devient l'Ossétie du Sud.
L'oblast autonome d'Ossétie du Sud est créé en 1922 au sein de la république socialiste soviétique de Géorgie, qui fait partie de l'Union des républiques socialistes soviétiques (URSS). La république de Géorgie devient indépendante le 9 avril 1991 et révoque l'autonomie de l'Ossétie du Sud.
Les tensions nationalistes entre Ossètes et Géorgiens s'accroissent, et un conflit armé a lieu entre janvier 1991 et juin 1992. Il oppose des milices ossètes qui réclament l'unification de l'Ossétie du Sud avec l'Ossétie du Nord qui fait partie de la Russie, et l'armée géorgienne qui veut garder le contrôle de la région. Un traité de paix est signé entre la Russie et la Géorgie le 26 juin 1992. Des forces de maintien de la paix composées de troupes russes, ossètes et géorgiennes sont introduites en Ossétie du Sud et une commission trilatérale est créée pour décider du statut de cette région.
En 1992, l'Ossétie du Sud proclame son indépendance et fait sécession de la Géorgie sur la base d'un référendum qui n'est pas reconnu par la communauté internationale. Un deuxième référendum sur l'indépendance est organisé par les autorités sud-ossètes qui contrôlent la région en novembre 2006, où le oui est largement majoritaire avec 99 % des votants. Il est reconnu seulement par la Russie, qui ne reconnaît cependant pas l'indépendance de l'Ossétie du Sud.
En août 2008, la Géorgie déclenche une offensive armée pour reprendre le contrôle de l'Ossétie du Sud. Les forces armées de la fédération de Russie, intervenues pour soutenir l'Ossétie du Sud, contre-attaquent avec succès, repoussant l'armée géorgienne hors de l'Ossétie du Sud et occupant même temporairement une partie du territoire géorgien. La Russie reconnaît alors l'indépendance de l'Ossétie du Sud. Elle est suivie par le Nicaragua, le Venezuela, et plus tard par les îles Nauru, Vanuatu et Tuvalu. Cependant, après une période de déclarations contradictoires, le Vanuatu a officiellement rétracté cette reconnaissance en juillet 2013, lorsqu’il a établi des relations diplomatiques avec la Géorgie et signé avec elle un protocole reconnaissant son intégrité territoriale. Les Tuvalu ont fait de même en mars 2014, également à l’occasion de l’établissement de relations diplomatiques avec la Géorgie,.

## Géographie
L'Ossétie du Sud est un territoire situé dans le Caucase. Le territoire est très montagneux (80 % de sa superficie est située à plus de 500 mètres d'altitude) et très faiblement peuplé.
Sa capitale est Tskhinvali. Les autres villes principales sont Akhalgori, Kvaisi et Kurta.
- Liste des cours d'eau de l'Ossétie du Sud
- Lac Kelistba

Le plateau Keli est situé en Ossétie du Sud.

### Infrastructures
- Le tunnel de Roki ;
- A164 (route russe) ;
- route militaire d'Ossétie.

## Reconnaissance de l'indépendance
L'OTSC, l'OCS et l'ALBA ont annoncé leur soutien à la décision de la Russie sans pour autant lui emboîter le pas. Pour la Serbie, qui observe la même attitude, les indépendances de l'Ossétie du Sud et de l'Abkhazie sont comparables à celle du Kosovo. Les puissances occidentales ont immédiatement réagi en annonçant qu'elles ne reconnaissaient pas l'indépendance de l'Ossétie du Sud et de l'Abkhazie. La Géorgie a dénoncé « une annexion » par la Russie.
L'indépendance de l'Ossétie du Sud est reconnue par Nauru, qui reçoit en échange 10 millions d'euros de la Russie. Cette dernière tente de convaincre également les îles Fidji. Elle est en compétition avec la Géorgie, qui leur offre une aide au développement en échange de la non-reconnaissance de l'Ossétie du Sud.
Le 25 août 2008, le Parlement de la fédération de Russie vote une motion invitant Moscou à reconnaître l'indépendance de l'Ossétie du Sud et de l'Abkhazie. Le lendemain, le président Medvedev signe les décrets reconnaissant l'indépendance de ces deux régions.

### États reconnaissant l'indépendance
- Nauru[8] ;
- Nicaragua[6] ;
- Russie[3] ;
- Venezuela[7] ;
- Syrie[14].

### États ayant envisagé de reconnaître l'indépendance
- Biélorussie[15] ;
- Serbie[16] ;
- Tadjikistan[17].

### États non membres de l’ONU ayant reconnu l'indépendance
- Abkhazie;
- Transnistrie[4].
- République serbe de Krajina (gouvernement en exil)[18]

## Politique
L'Ossétie du Sud est une république dont l'indépendance est contestée, d'abord par la Géorgie.

### Pouvoir exécutif
Le pouvoir exécutif est exercé par le président et par le Premier ministre qui est le chef du gouvernement d'Ossétie du Sud-Alanie.

### Pouvoir législatif
Le pouvoir législatif est exercé par le Parlement monocaméral, composé de trente-quatre députés élus pour cinq ans.

### Partis politiques
- Ossétie unie
- Parti communiste sud-ossète
- Parti du peuple sud-ossète
- Parti Unité

## Subdivisions administratives
L'Ossétie du Sud est composée de 4 districts :
- Tskhinvali, recouvrant la ville autonome de Tskhinvali et une partie du district de Gori ;
- Dzau, réunissant l'ancien district de Djava, une partie des anciens districts d'Oni et de Satchkhere ;
- Znaur, constitué d'une partie de l'ancien district de Kareli ;
- Leningor, constitué de l'ancien district d'Akhalgori.

## Économie
Le PIB de l'Ossétie du Sud est estimé à 15 millions de dollars (250$ par habitant) en 2002. Les emplois et les matières premières y sont rares. Par ailleurs, la Géorgie a coupé l'approvisionnement en électricité de la région, ce qui a forcé le gouvernement d'Ossétie du Sud à construire un câble électrique transitant par l'Ossétie du Nord-Alanie. La majorité de la population survit grâce à l'agriculture de subsistance. Pratiquement le seul atout économique important de l'Ossétie du Sud est le tunnel de Roki qui permet de la relier à la Russie et la Géorgie, sur lequel le gouvernement sud-ossète peut percevoir des droits de douane sur le trafic de fret. Avant la guerre en Ossétie du Sud de 2008, le secteur secondaire sud-ossète était composé de 22 petites usines, avec une production totale de 61,6 millions de roubles en 2006. En 2007, seulement 7 usines fonctionnaient et ont besoin de réparations. Même les usines prospères ont une pénurie de travailleurs, sont endettées et ont un manque de fonds de roulement. Une des plus grandes entreprises sud-ossètes est l'usine Emalprovod, qui emploie 130 personnes.
Les autorités sud-ossètes ont l'intention d'améliorer les finances en augmentant la production locale de farine et donc en réduisant les besoins d'importation de farine. À cet effet, la superficie de champs de blé a été multiplié par dix en 2008, passant de 130 hectares à 1 500 hectares. La récolte de blé de 2008 devait être de 2 500 tonnes de céréales. Le ministère de l'Agriculture d'Ossétie du Sud a également importé des tracteurs en 2008 et attendait la livraison de plus de machines agricoles en 2009.
Le président Edouard Kokoïty a admis que son pays était dépendant de l'aide économique russe. La Russie a ainsi versé 10 milliards de roubles au gouvernement sud-ossète afin de reconstruire le pays après la guerre d'Ossétie du Sud de 2008.

## Démographie
Avant le conflit géorgiano-ossète, la population de l'Ossétie du Sud était composée d'environ deux tiers d'Ossètes et 25-30 % de Géorgiens. La composition actuelle de la population est inconnue, certaines estimations parlent de 45 000 Ossètes et de 17 500 Géorgiens en Ossétie du Sud en 2007. En août 2008, plus de 70 % des citoyens de l'Ossétie du Sud avaient la citoyenneté russe. 54,5 % de ces 70 % ont la double citoyenneté (géorgienne et russe), du fait des circonstances prises en compte par les ambassades. La population est surtout composée de personnes de plus de 60 ans, car une grande partie des jeunes travaillent dans la fédération de Russie. En 1979, il y avait un peu plus de 2 000 Russes. Les Russes commencèrent à arriver dans la région, après 1870, sous l'Empire Russe, mais surtout à partir des années 1930, avec l'industrialisation. Depuis 1989, avec l'instabilité, la fin de l'URSS, le rattachement à la Géorgie, et les forts taux de chômage en Ossétie du Sud, la population Russe a beaucoup baissé. Il y a toutefois sans doute, entre 1 000 et 1 500 civils Russes qui vivent de nos jours en Ossétie du Sud.  
|           | 1926            | 1939            | 1959            | 1970            | 1979            | 1989            |
| --------- | --------------- | --------------- | --------------- | --------------- | --------------- | --------------- |
| Ossètes   | 60 351 (69,1 %) | 72 266 (68,1 %) | 63 698 (65,8 %) | 66 073 (66,5 %) | 65 077 (66,4 %) | 65 200 (66,2 %) |
| Géorgiens | 23 538 (26,9 %) | 27 525 (25,9 %) | 26 584 (27,5 %) | 28 125 (28,3 %) | 28 187 (28,8 %) | 28 700 (29,0 %) |
| Russes    | 157 (0,2 %)     | 2 111 (2,0 %)   | 2 380 (2,5 %)   | 1 574 (1,6 %)   | 2 046 (2,1 %)   |                 |
| Arméniens | 1 374 (1,6 %)   | 1 537 (1,4 %)   | 1 555 (1,6 %)   | 1 254 (1,3 %)   | 953 (1,0 %)     |                 |
| Juifs     | 1 739 (2,0 %)   | 1 979 (1,9 %)   | 1 723 (1,8 %)   | 1 485 (1,5 %)   | 654 (0,7 %)     |                 |
| Autres    | 216 (0,2 %)     | 700 (0,7 %)     | 867 (0,9 %)     | 910 (0,9 %)     | 1 071 (1,1 %)   | 5 100 (4,8 %)   |
| Total     | 87 375          | 106 118         | 96 807          | 99 421          | 97 988          | 99 000          |

|           | 2012   | 2015            |
| --------- | ------ | --------------- |
| Ossètes   | 89,1 % | 48 146 (89,9 %) |
| Géorgiens | 8,9 %  | 3 966 (7,4 %)   |
| Russes    | 1 %    | 610 (1,1 %)     |
| Autres    | 1 %    |                 |
| Total     | 51 572 | 53 532          |

Les chiffres de la population revendiqués par la république sécessionniste sont considérés comme peu fiables. Une experte indépendante estime en 2009 que la population est entre 26 000 et 32 000 habitants. En se basant sur le nombre de naissances et d'élèves scolarisés en 2017 et en supposant que le taux de natalité et la part d'élèves scolarisés est similaire à celle de la Géorgie ou de la Russie, cela donne une population de 39 000 personnes,.
Le christianisme est la religion la plus pratiquée par les Ossètes, suivie par l'islam et l'assianisme, un néopaganisme.

## Culture et patrimoine
Musique ossète (en), Veronika Doudarova (1916-2009), Tugan Sokhiev (1977-), Zlata Chochieva (1985-)
Le film État de guerre se déroule pendant la deuxième Guerre d'Ossétie du Sud (2008).

### Patrimoine
Patrimoine architectural, par zone ou vallée :
- Tskhinvali ;
- haute vallée de la Liakhvi : Nikosi, Ninia (Dzha), Remulto ;
- vallée de la petite Liakhvi : Eredvi (église), Ksuisi (église), Vanati (église, forteresse), Beloti (église), Teladzhini (forteresse) ;
- vallée d'Abisi : Abisi (château), Ltsa, Bredza, Znaouri (ka), Kvemo Dzaghina, Kornissi (ka), Atotsi (église Saint-Georges), Malda ;
- vallée de Dirbi (ka) : Tsveri, Breti, Dirbi (monastère de la Mère, église Saint-Georges), Dvani ;
- vallée de la Medjida : Didi-Medzvrishkhevi, Biyeti (église), sanctuaire Usuanet, temple de Suparkisi, Sidani, Ghromi, Bikari (église)…